# Rombly
Rombly là một xã trong tỉnh Pas-de-Calais, vùng Hauts-de-France của Pháp.

## Địa lý
Rombly có cự ly khoảng 11 dặm (17,7 km) về phía tây bắc Béthune and 31 dặm (49,9 km) phía tây Lille, trên đường D186.

## Dân số
| 1962                                                              | 1968 | 1975 | 1982 | 1990 | 1999 | 2006 |
| ----------------------------------------------------------------- | ---- | ---- | ---- | ---- | ---- | ---- |
| 33                                                                | 51   | 46   | 56   | 49   | 42   | 33   |
| Số liệu điều tra dân số tính từ năm 1962, dân số chỉ tính một lần |      |      |      |      |      |      |